# Soveria Mannelli
Soveria Mannelli é uma comuna italiana da região da Calábria, província de Catanzaro, com cerca de 3.509 habitantes. Estende-se por uma área de 20 km², tendo uma densidade populacional de 175 hab/km². Faz fronteira com Bianchi (CS), Carlopoli, Colosimi (CS), Decollatura, Gimigliano, Pedivigliano (CS).

## Demografia
| Variação demográfica do município entre 1861 e 2011                               |
|                                                                                   |
| Fonte: Istituto Nazionale di Statistica (ISTAT) - Elaboração gráfica da Wikipedia |